# Mitch Kapor
Mitchell David Kapor (Brooklyn, 1 de novembre de 1950) és un empresari estatunidenc, fundador de Lotus Development Corporation i el dissenyador de Lotus 1-2-3. És també cofundador de l'Electronic Frontier Foundation i va ser el primer president de la Fundació Mozilla. Ha estat involucrat en una sèrie d'altres organitzacions orientades a Internet.